# Новоспаська сільська рада (Матвієвський район)
Новоспа́ська сільська рада (рос. Новоспасский сельский совет) — сільське поселення у складі Матвієвського району Оренбурзької області Росії.
Адміністративний центр — село Новоспаське.

## Історія
2009 року частина території Сарай-Гірської сільради була передана до складу Новоспаської сільради (селище Садак).

## Населення
Населення — 284 особи (2019; 367 в 2010, 565 у 2002).

## Склад
До складу сільської ради входять:
| Населений пункт   | Населення, осіб (2002) | Населення, осіб (2010) |
| ----------------- | ---------------------- | ---------------------- |
| Новоспаське, село | 356                    | 235                    |
| Садак, селище     | 209                    | 132                    |